# Andrena pruinosa
Andrena pruinosa là một loài Hymenoptera trong họ Andrenidae. Loài này được Erichson mô tả khoa học năm 1835.